# هارلي (نيومكسيكو)
هارلي (بالإنجليزية: Hurley, New Mexico)‏ هي بلدة أمريكية تقع في الولايات المتحدة في مقاطعة غرانت، نيومكسيكو. يقدر عدد سكانها بـ 1,464 نسمة ومساحتها 2.6 كم2 وترتفع عن سطح البحر 1,744 متر.

## التركيبة السكانية
حدّد مكتب تعداد الولايات المتحدة بيانات التركيبة السكانية لهارلي في تعداد الولايات المتحدة. في ما يلي، التركيبة السكانية حسب تعدادي 2000 و2010.

### تعداد عام 2000
بلغ عدد سكان هارلي 1,464 نسمة بحسب تعداد عام 2000، وبلغ عدد الأسر 563 أسرة وعدد العائلات 407 عائلة مقيمة في البلدة. في حين سجلت الكثافة السكانية 552.5 نسمة لكل كيلومتر مربع (1,431.0/ميل2). وبلغ عدد الوحدات السكنية 650 وحدة بمتوسط كثافة قدره 245.3 لكل كيلومتر مربع (635.3/ميل2).
وتوزع التركيب العرقي للبلدة بنسبة 71.79% من البيض و0.14% من الأمريكيين الأفارقة و2.05% من الأمريكيين الأصليين و0.07% من الأمريكيين ذوي الأصول الآسيوية و23.43% من الأعراق الأخرى و2.53% من عرقين مختلطين أو أكثر و60.31% من الهسبانيون أو اللاتينيون من أي عرق.
بلغ عدد الأسر 563 أسرة كانت نسبة 34.1% منها لديها أطفال تحت سن الثامنة عشر تعيش معهم، وبلغت نسبة الأزواج القاطنين مع بعضهم البعض 53.1% من أصل المجموع الكلي للأسر، ونسبة 13.9% من الأسر كان لديها معيلات من الإناث دون وجود شريك، بينما كانت نسبة 5.3% من الأسر لديها معيلون من الذكور دون وجود شريكة وكانت نسبة 27.7% من غير العائلات. تألفت نسبة 23.8% من أصل جميع الأسر من عدة أفراد يعيشون في نفس المنزل ونسبة 13% كانت تتألف من شخص يعيش بمفرده يبلغ من العمر 65 عاماً أو أكثر. وبلغ متوسط حجم الأسرة المعيشية 2.60، أما متوسط حجم العائلات فبلغ 3.08.
بلغ العمر الوسطي للسكان 38.5 عاماً. وكانت نسبة 26.5% من القاطنين تحت سن الثامنة عشر، وكانت نسبة 8.2% بين الثامنة عشر والرابعة والعشرين عاماً، ونسبة 22% كانت واقعةً في الفئة العمرية ما بين الخامسة والعشرين والرابعة والأربعين عاماً، ونسبة 24.2% كانت ما بين الخامسة والأربعين والرابعة والستين، ونسبة 19.1% كانت ضمن فئة الخامسة والستين عاماً فما فوق. يوجد لكل 100 أنثى 92.1 ذكر، ويوجد لكل 100 أنثى في الثامنة عشر من عمرها فما فوق 85.2 ذكر.
بلغ متوسط دخل الأسرة في البلدة 27,404 دولارًا، أما متوسط دخل العائلة فبلغ 31,181 دولارًا. وكان متوسط دخل الذكور 29,667 دولارًا مقابل 16,528 دولارًا للإناث. وسجل دخل الفرد الخاص بالبلدة 11,999 دولارًا. وكانت نسبة 14.4% من العائلات ونسبة 15.6% من السكان تحت خط الفقر، وكان من هؤلاء نسبة 23.8% تحت سن الثامنة عشر ونسبة 8.8% في الخامسة والستين من العمر وما فوق.

### تعداد عام 2010
بلغ عدد سكان هارلي 1,297 نسمة بحسب تعداد عام 2010، وبلغ عدد الأسر 549 أسرة وعدد العائلات 346 عائلة مقيمة في البلدة. في حين سجلت الكثافة السكانية 489.4 نسمة لكل كيلومتر مربع (1,267.5/ميل2). وبلغ عدد الوحدات السكنية 645 وحدة بمتوسط كثافة قدره 243.4 لكل كيلومتر مربع (630.4/ميل2).
وتوزع التركيب العرقي للبلدة بنسبة 83.81% من البيض و0.62% من الأمريكيين الأفارقة و0.69% من الأمريكيين الأصليين و0.15% من الأمريكيين ذوي الأصول الآسيوية و11.33% من الأعراق الأخرى و3.39% من عرقين مختلطين أو أكثر و63.69% من الهسبانيون أو اللاتينيون من أي عرق.
بلغ عدد الأسر 549 أسرة كانت نسبة 26.6% منها لديها أطفال تحت سن الثامنة عشر تعيش معهم، وبلغت نسبة الأزواج القاطنين مع بعضهم البعض 42.1% من أصل المجموع الكلي للأسر، ونسبة 13.5% من الأسر كان لديها معيلات من الإناث دون وجود شريك، بينما كانت نسبة 7.5% من الأسر لديها معيلون من الذكور دون وجود شريكة وكانت نسبة 37% من غير العائلات. تألفت نسبة 30.8% من أصل جميع الأسر من عدة أفراد يعيشون في نفس المنزل ونسبة 16% كانت تتألف من شخص يعيش بمفرده يبلغ من العمر 65 عاماً أو أكثر. وبلغ متوسط حجم الأسرة المعيشية 2.36، أما متوسط حجم العائلات فبلغ 2.96.
بلغ العمر الوسطي للسكان 44.3 عاماً. وكانت نسبة 23.7% من القاطنين تحت سن الثامنة عشر، وكانت نسبة 6.6% بين الثامنة عشر والرابعة والعشرين عاماً، ونسبة 20.4% كانت واقعةً في الفئة العمرية ما بين الخامسة والعشرين والرابعة والأربعين عاماً، ونسبة 27% كانت ما بين الخامسة والأربعين والرابعة والستين، ونسبة 22.2% كانت ضمن فئة الخامسة والستين عاماً فما فوق. وتوزع التركيب الجنسي للسكان بنسبة 49% ذكور و51% إناث.

## أعلام
- كارل أشبي